# Anton Haala
Anton Haala, též Antonín (1820 Vídeň – 22. prosince 1876 Vídeň) byl rakouský malíř miniatur a litograf, činný v 1. polovině 19. století v Rakousku i Čechách.

## Život
Narodil se v roce 1820 ve Vídni. Literatura údaje o jeho životě nemá, omezuje se pouze na příklady díla a přibližnou dobu působení.
V roce 1856 na něj byla uvalena kuratela a stanoven opatrovník, protože bylo konstatováno pominutí smyslů.
Zemřel ve Vídni 22. prosince 1876 ve věku 56 let.

## Dílo
Anton Haala tvořil v českém prostředí např. na Orlíku portréty příslušníků rodu Schwarzenbergů. V roce 1839 vystavoval své dílo v rámci výstavy v pražské Akademii. Ve Vídni byl autorem litografií osobností podle cizích předloh.

## Galerie

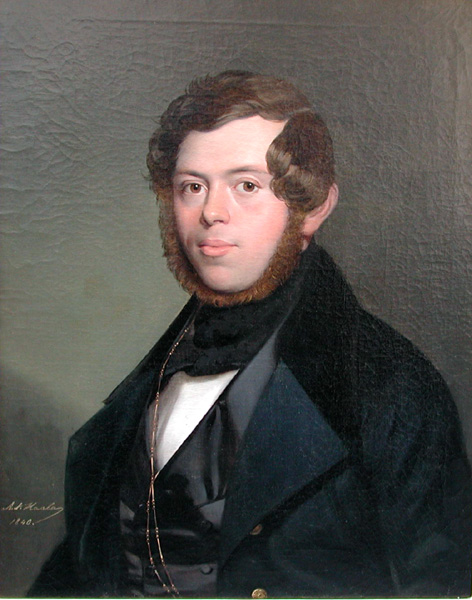
Portrét neznámého muže
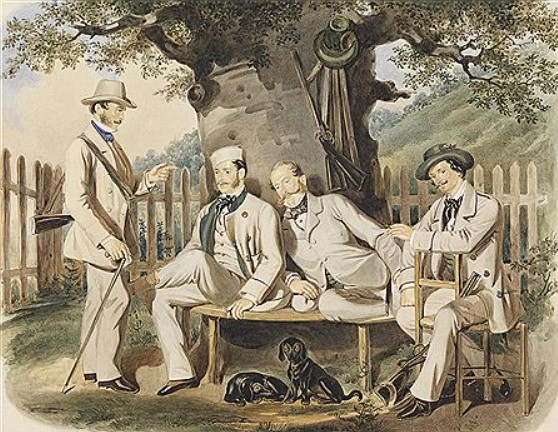
Členové rodiny Lambergů pod lípou (1855)
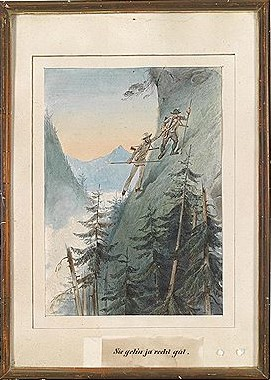
Motiv ze života lovců
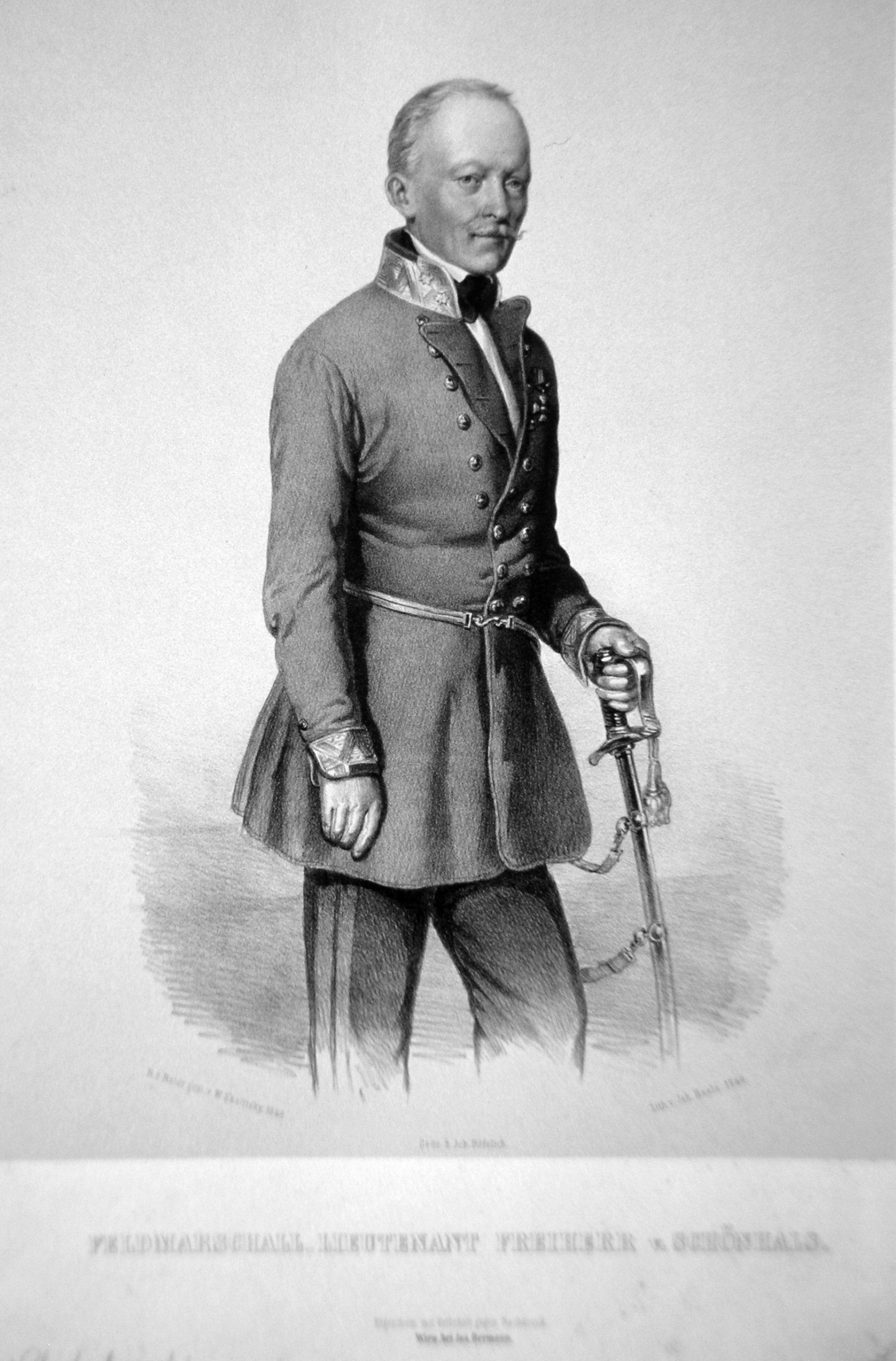
Polní maršál Carl von Schönhals, litografie Anton Haala (1849)
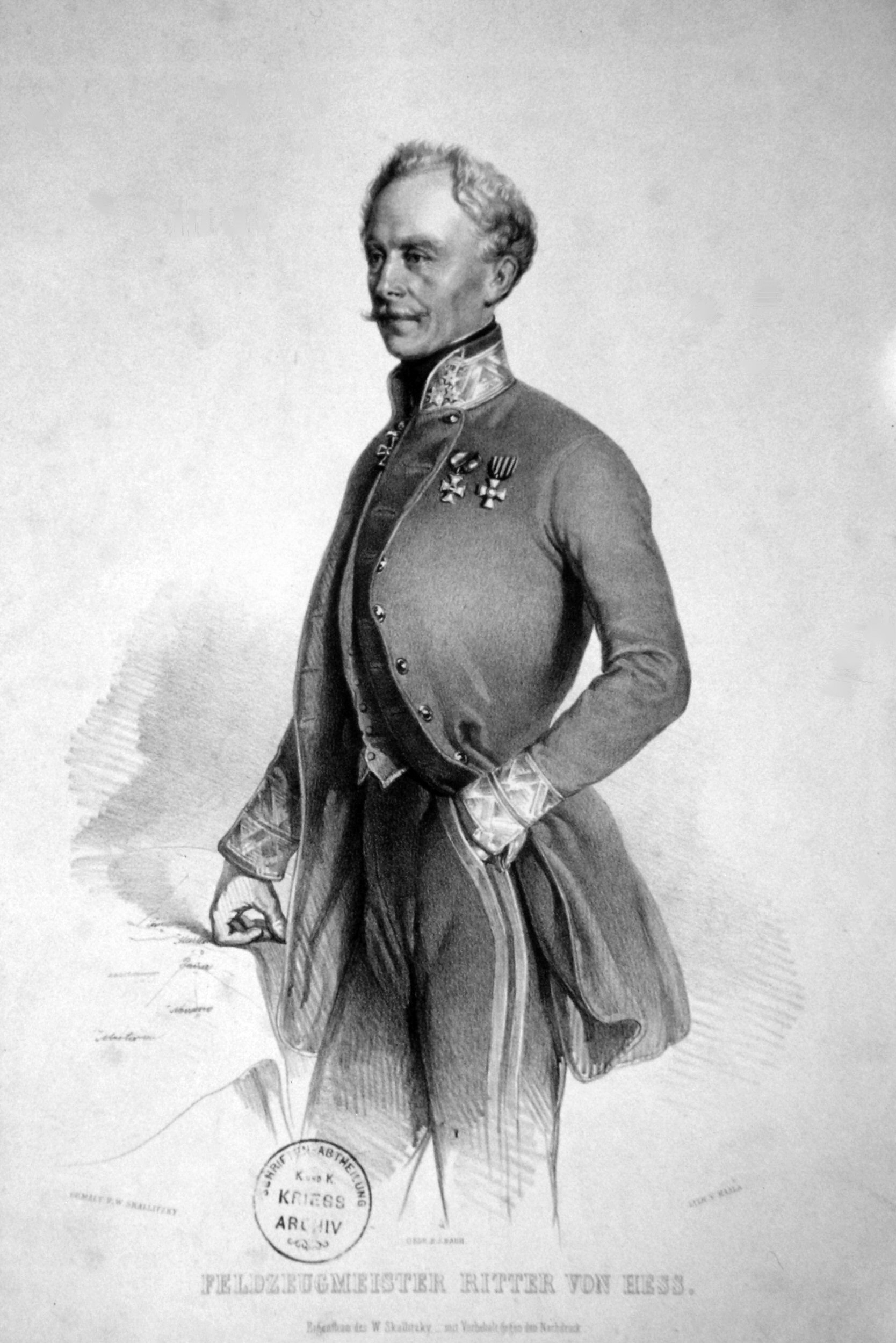
Polní maršál Heinrich von Hess, litografie Anton Haala (asi 1848)
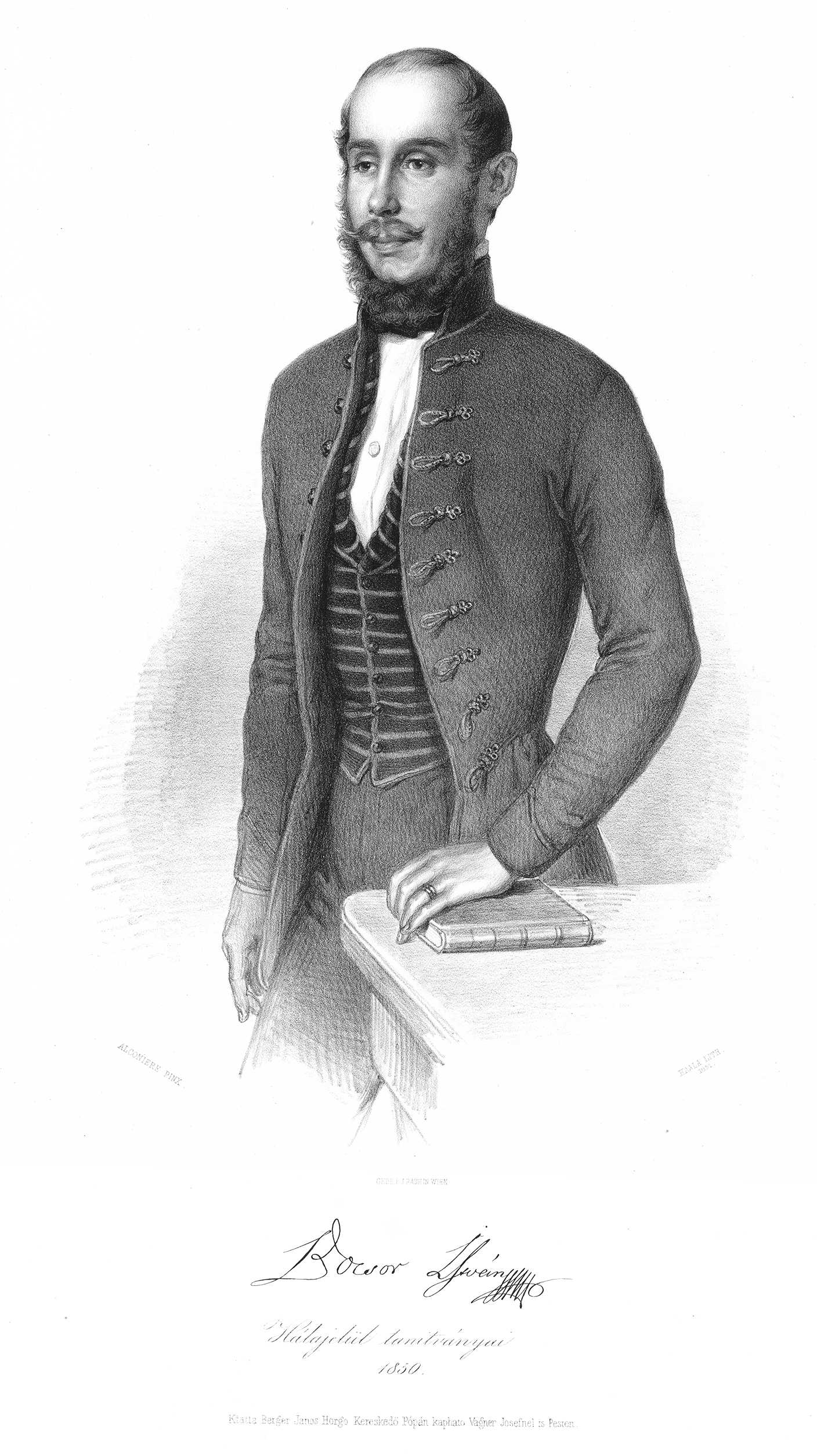
István Bocsor, vysokoškolský učitel, litografie Anton Haala (1851)
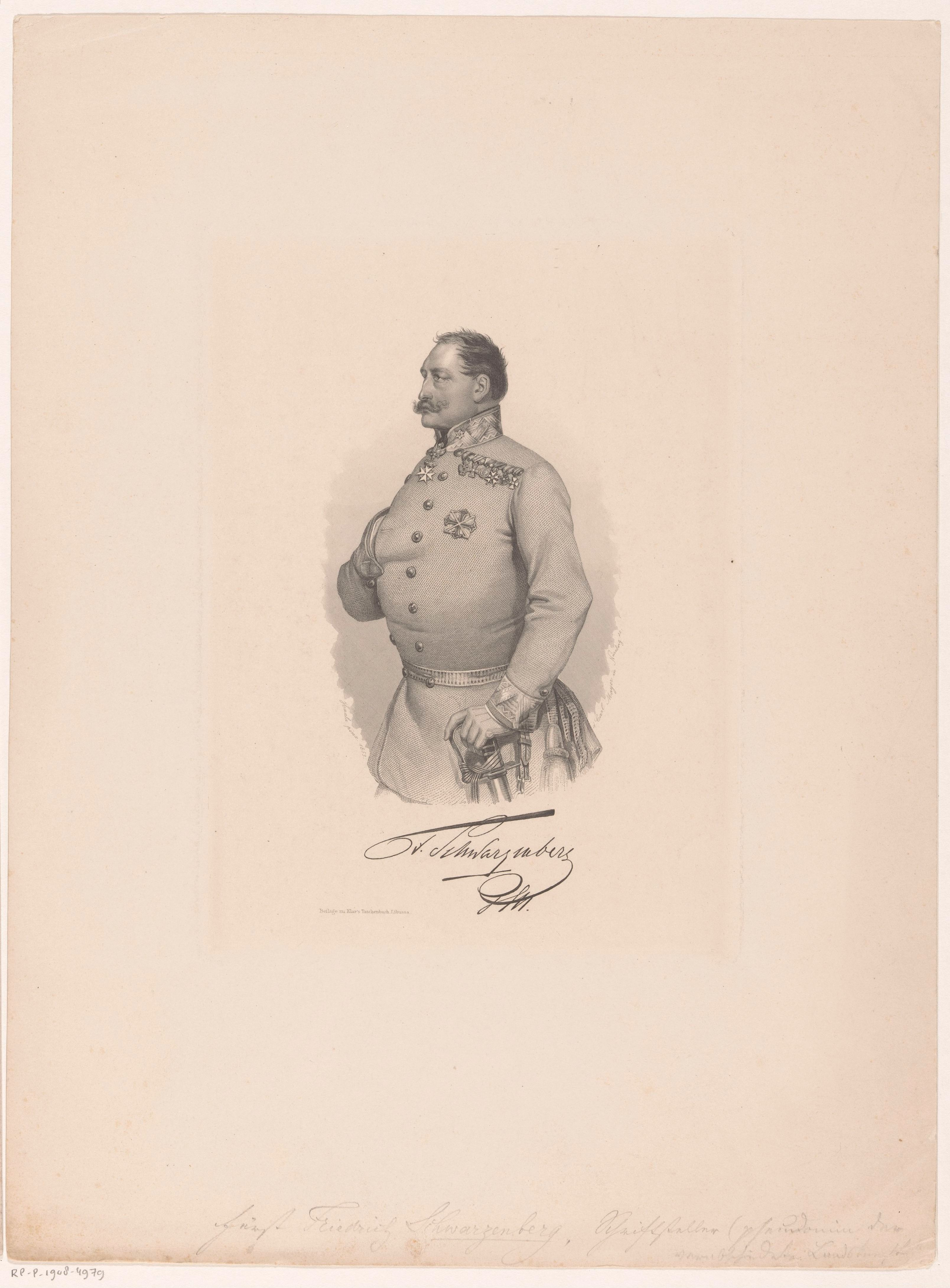
Edmund von Schwarzenberg, litografie Anton Haala